# Roberto Santamaría Calavia
Roberto Santamaria Calavia (Pamplona, 12 de març de 1962) és un exfutbolista navarrès, que jugava de porter.

## Trajectòria
La carrera de Roberto pràcticament té un sol equip, el CA Osasuna, on va arribar al 1983 i va romandre dotze anys. Després, del 1995 al 1997 va jugar amb el Màlaga CF fins a la seua retirada.
Va ser el porter titular de l'Osasuna a Primera Divisió des del 1986, substituint a Vicuña, un altre porter mític d'El Sadar, fins al descens de categoria del club navarrès el 1994. Tret del darrer any, en competència amb Unanua, a la resta va ostentar la titularitat, sent el seu moment l'inici de la dècada de 1990: en tres anys, tan sols es va perdre sis partits de lliga.
Té el record d'imbatibilitat de l'Osasuna a Primera Divisió, 488 minuts a la temporada 1992-93.